# Annie Maria Barnes
Annie Maria Barnes (pseudônimo, Cousin Annie; Colúmbia, 28 de maio de 1857 – desconhecido) foi uma jornalista, editora e autora americana do século XIX da Carolina do Sul. Aos onze anos, ela escreveu um artigo para o Atlanta Constitution e, aos quinze, tornou-se correspondente regular desse jornal. Em 1887, ela começou a publicar The Acanthus, um jornal juvenil publicado na Região Sul dos Estados Unidos. Barnes publicou romances de 1887 intitulado Some lowly lives and the heights they reached até pelo menos 1927 em A knight of Carolina.

## Primeiros anos e educação
Annie Maria Barnes nasceu em Colúmbia, capital do estado da Carolina do Sul em 28 de maio de 1857. Ela era filha de James Daniel e Henrietta Jackson Neville Barnes. Sua mãe, de sobrenome Neville, traçou sua descendência em uma linha direta do Conde de Warwick. Sua família deixou o local no final da Guerra Civil Americana, como a maioria dos sulistas, sem alternativas.
Barnes foi alfabetizada nas escolas públicas de Atlanta, capital do estado da Geórgia. Ela veio de uma família de editores, e naturalmente se voltou para a literatura. Aos onze anos, ela escreveu um artigo para o Atlanta Constitution, que foi publicado e notado favoravelmente pela editora, e aos quinze, tornou-se correspondente regular desse jornal.

## Carreira

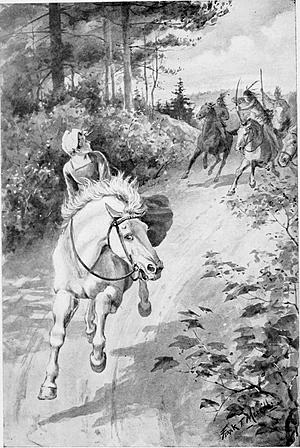
A moça de Dorchester (1904)

Antes de atingir a meia-idade, Barnes ganhou reconhecimento na literatura juvenil da Região Sul dos Estados Unidos. Muitos dos trabalhos anteriores de Barnes apareceram no Sundayschool Visitor (periódico juvenil; Igreja Episcopal Metodista, Sul, Nashville, Tennessee). Barnes serviu como editora júnior para o Conselho de Missões da Mulher, Igreja Metodista Episcopal, no Sul, sendo responsável por seu jornal juvenil e por todos as sua obras trimestrais de literatura. Ela era uma colaboradora frequente de jornais importantes, incluindo Godey's Lady's Book. Ela atuou como editora do Young Christian Worker e do Little Worker (periódicos da Igreja Episcopal Metodista). Em 1887, ela começou a publicar um jornal juvenil chamado The Acanthus (periódico juvenil; Atlanta; 1877–1884), que era um dos dois jornais juvenis publicados no Sul na época. Enquanto que no conteúdo literário foi um sucesso, financeiramente, como tantas outras publicações sulistas, foi um fracasso.
O primeiro livro de Barnes foi Some Lowly Lives (Nashville, 1885); e foi seguido por The Life of David Livingston (Nashville, Brigham and Smith; 1887), e Scenes in Pioneer Methodism (Nashville, Brigham and Smith; 1889). Posteriormente, ela escreveu The Children of the Kalahari, uma história infantil da África, que fez muito sucesso nos Estados Unidos e na Inglaterra. Dois livros foram publicados em 1892, The House of Grass e Atlanta Ferryman: A Story of the Chattahoochee. Entre suas inúmeras histórias que provaram ser bastante populares, estavam: Gospel Among the Slaves, The Ferry Maid of the Chattahoochee (Philadelphia, Penn Publishing Company), "ow Achon-hoah Found the Light (Richmond, Presbyterian Committee of Publication), Matouchon, The Outstretched Hand, Carmio, Little Burden-Sharers, Chonite, Marti, The King's Gift, The Red Miriok, The Little Lady of the Fort, Little Betty Blew, Mistress Moppet, A Lass of Dorchester (Boston, Lee e Shepard), Isilda, Tatong, The Laurel Token, e vários outros. Algumas de suas obras foram escritas usando o pseudônimo "Cousin Annie".

## Resenha crítica literária
A obra Izilda (Comissão Presbiteriana de Publicação, Richmond, Virgínia) foi avaliada pela Sociedade Missionária Estrangeira da Mulher da Igreja Metodista Episcopal, que afirmou tratar-se de uma história para meninas, cuja cena se passa na cidade de São Paulo, no Brasil, centro de uma florescente missão protestante. Os costumes e costumes dos moradores são colocados em um pano de fundo da religião romana. Contra isso está a feliz vida cristã de duas meninas brasileiras que, pela simplicidade de uma vida em Cristo, ganham almas sob a liderança do missionário americano. Este livro foi especialmente adaptado às sociedades missionárias de mulheres jovens. A Sociedade Missionária Estrangeira da Mulher também revisou Tatono, The Little Slave: A Story of Korea (, Richmond) afirmando que "O enredo é bom, os incidentes foram bem trabalhados e os costumes e maneiras da Coreia fazem parte da história e do elemento missionário tão inteiramente necessário para ela que os menos interessados em missões lerão todos os parágrafos pelo bem da história, enquanto os mais interessados aproveitarão com ansiedade uma oportunidade tão encantadora de interessar aqueles desinteressados em Nação Eremita. A autora trai sua criação no Sul dos Estados Unidos por provincialismos ocasionais. No entanto, esta é a melhor história coreana que já vimos".

## Vida pessoal
Barnes morou em Summerville, na Carolina do Sul.

## Obras publicadas
- 1887, Some lowly lives and the heights they reached
- 1890, Children of the Kalahari : a story of Africa
- 1891, Scenes in pioneer Methodism. Carefully edited and illustrated, vol. I.[8]
- 1892, The house of grass[9]
- 1892, Ninito a story of the Bible in Mexico[10]
- 1893, The Gospel among the slaves : a short account of missionary operations among the African slaves of the southern states
- 1894, How A-chon-ho-ah found the light
- 1895, Matouchon: A Story of Indian Child Life[11]
- 1896, Carmio : the little Mexican-Indian captive
- 1896, Izilda: a Story of Brazil[12]
- 1897, The outstretched hand
- 1898, Chonita : a story of the Mexican mines
- 1899, Marti : a story of the Cuban war[13]
- 1899, The Ferry Maid of the Chattahoochee: A Story for Girls[14]
- 1899, Tatong, the little slave : a story of Korea
- 1899, Chief-justice Trott and the Carolina pirates
- 1900, The first chief justice of Carolina
- 1900, The little burden sharers
- 1901,  Helps and entertainments for juvenile and young people's missionary societies
- 1903, The little lady of the fort[15]
- 1903, Little Betty Blew : her strange experiences and adventures in Indian land
- 1903, The Red Miriok[16]
- 1904, A Lass of Dorchester[17]
- 1904, The laurel token: a story of the Yamassee uprising[18]
- 1905, An American girl in Korea
- 1915, Mistress Moppet
- 1925, A little lady at the fall of Quebec
- 1925, The lost treasure of Umdilla
- 1927, A knight of Carolina